# Нуристанські мови
Нуристанські мови (пушту نورستاني, також кафірські мови) — одна з трьох груп індоіранської мовної сім'ї, поряд зі значно більшими індоарійською та іранською групами. мовами нуристані володіють близько 130 000 мовців, переважно у східному Афганістані та кількох сусідніх долинах у провінції Хайбер-Пахтунхва та району Читрал у Пакистані. Регіони розселення мовців нуристані переважно гори Південного Гіндукушу, річки Алінгар на Заході, річки Пеш у центрі, та річок Ландай Сін і Кунар на сході.
Мови часто плутали між собою, перш ніж почали вважати їх третьою групою в індоіранській сім'ї.

## Мови
- Аскуну (Ашкун) 40 000 мовців
- Камката-вірі (Башґалі, включає діалекти Ката-варі, Камвірі та Мумвірі) 40 000 мовців
- Васі-іарі (Прасуні) 8000 мовців
- Треґамі (Ґамбірі) 3500 мовців
- Вайґалі (Калаша-аля) 12 000 мовців
- Зем'які 500 мовців

## Історія
Мови Нуристані не були описані в літературі до 19 сторіччя. Попередня назва регіону була Кафірістан і мови називалися кафірі чи кафірістані, але терміни були замінені на поточні після поширення ісламу в регіоні у 1896 році.
Існує три теорії про походження мов нуристані та їхнє місце серед індоіранських мов:
- після досліджень Джорджа Морґенстерна, нуристані, почали вважатися однією з трьох основних підгруп індоіранських мов (поряд з іранською та індоарійською);
- пропозиції, що нуристані може бути гілкою індо-арійської підгрупи, через очевидну схожість з дардськими мовами
- також було висунуто гіпотезу, що група нуристані виникла в рамках іранської підгрупи, а потім зазнала впливу індоарійських мов, таких як дардська.

Мовами нуристані розмовляють племена в ізольованому гірському районі Гіндукуш, який ніколи не мав жодної  центральної влади у наш час. Цей район розташований вздовж північно-східного кордону території сучасного Афганістану та прилеглих частин північно-західної частини сучасного Пакистану. Поки що, ці мови не отримали належної уваги лінгвістів. Враховуючи дуже малу кількість мовців, вони повинні вважатися такими, що перебувають під загрозою зникнення.
Багато хто з людей нуристані тепер говорить іншими мовами, такими як Дарі та Пушту (дві офіційні мови Афганістану) та чітралі у Пакистані.

## Особливості
Структура речення більшості мов нуристані суб'єкт–об'єкт–дієслово (SOV) Порядок слів, як і у більшості інших індо-іранських мов, і відрізняється від сусідніх Дардсько-Кашмірських мов, у яких поряд слів — V2.